# 石川吉右衛門
石川 吉右衛門（いしかわ きちえもん、1919年10月23日 - 2005年8月12日）は、日本の法学者。
専門は労働法。東京大学名誉教授。末弘厳太郎門下。「労働法の権威」と呼ばれた。
労働行政の場においても、公共企業体等労働委員会会長や中央労働委員会会長を歴任するなど活躍。中央労働委員会会長在任中（1984年11月～1992年10月）には、パンアメリカン航空の労働争議仲裁や、いわゆるJR不採用問題でJRと国鉄労働組合の両者に対し和解を促す「最終解決案」の提示などを行った。

## 経歴
千葉県木更津市にて誕生。1937年、東京府立第四中學校卒業。1940年、第一高等学校卒業。1943年、東京帝国大学法学部卒業。1948年、同大学院法学研究科（旧制）修了。
東京大学法学部助教授。1962年、東京大学法学部教授。1977年、東京大学教養学部教授を務め、1980年、東京大学定年退官し、同名誉教授。同年、千葉大学人文学部教授。
1985年、東海大学法学部教授。1992年、東海大学退職。
この他、司法試験考査委員、中央労働基準審議会会長、中央労働委員会委員などを歴任し、1978年藍綬褒章、1991年勲一等瑞宝章を受章した。

## 主著
- 『労働組合法』（有斐閣,1990） ISBN 464100546X
- 山口浩一郎と共編『労働法の判例』（有斐閣,1972）
- 『労使関係手帖』（有信堂,1965）
- ハロルド・J・バーマン著、伊藤正己, 平野龍一, 矢沢惇と共訳『アメリカ法のはなし』（有信堂,1963）
- 花見忠と共著『西ドイツの労働裁判』（日本労働協会,1962）
- 峯村光郎, 松岡三郎と共著『労働法』（自由国民社,1962初版・1986改訂増補）